# Деловая Сибирь
Деловая Сибирь — газета, издававшаяся в 1990—1997 годы в Новосибирске с подзаголовком «Российский экономический Еженедельник». В 1916-1917 гг. в Иркутске выхода одноименная газета.

## История
Первый номер «Деловой Сибири» был издан в декабре 1990 года, регулярный выпуск начался с января 1991 года. Учредителем и одновременно издателем газеты был Информационно-рекламный издательский центр «Сибирь». Первоначально также был соучредитель — МАСС «Сибирское соглашение».
В 1990—1992 годах главным редактором была В. В. Окладная, с 1993 года — В. П. Шугаев.
С 1993 по 1996 год у «Деловой Сибири» были собственные корреспонденты в Красноярском крае, Томской, Читинской, Иркутской, Амурской, Свердловской и Челябинской областях, на её страницах постоянно издавались бизнес-предложения Американского коммерческого центра.
В 1997 году выпуск газеты прекратился по причине финансовой нерентабельности.

## Содержимое газеты
Первоначально «Деловая Сибирь» отличалась большой журналистской изобретательностью в подаче информации, на её страницах были такие рубрики как «Биржевые новости», «Люди Сибирского соглашения», «Налоги, которые нас выбирают», «Наука и рынок», «Малый бизнес: между прошлым и будущем», «Словарь начинающего бизнесмена», «Бизнес и культура», «Шалости средней тяжести», «Ухабы приватизации», «Этика бизнеса».
В первое время издание в большом количестве публиковало рекламу и деловые предложения (в т. ч. от зарубежных предпринимателей).
После смены редактора газета стала более «деловой» в плане оформления и содержания. Основными рубриками стали: «Финансовый рынок», «Свободные экономические зоны», «Бизнес-хроника региональной экономики», «Биржи», «Банки», «Налоги», «Инвестиции», «Ипотека», «Природные ресурсы», «Региональная экономика», «Информ. банк бизнесмена», «Статистика», «Приватизация», «Культура и рынок», «Наши консультации», «Рынок труда».

## Сотрудники газеты

### Карикатуристы
В газете работали новосибирские художники-карикатуристы Д. Королёв, С. Мосиенко, Л. Нестерова.

### Главные редакторы
- В. В. Окладная (1990—1992)
- В. П. Шугаев (1993—?)